# Hendrik Bogaert
Hendrik Bogaert (nascut el 30 d'agost del 1968) és un polític belga de Flandes i membre del partit CD&V (Christen-Democratisch en Vlaams). D'ençà 2003 és membre de la cambra belga de representants. Bogaert va estudiar un màster d'economia a la KU Leuven a Lovaina. Posteriorment també va obtenir un Màster en administració d'empreses a l'Escola de Negocis Harvard. També va ser batlle de Jabbeke del 2007 al 2011.